# Arcanum: Of Steamworks and Magick Obscura
Arcanum med undertitlen Of Steamworks and Magick Obscura er et computerspil udviklet af Troika Games og udgivet af Sierra Entertainment i 2001. Spillet handler blandt andet om en tid, som ligner lidt Jordens omkring 1800-tallet, men tilsat en blanding af magi, steampunk og andre racer som orker og elvere.

## Gameplay
I singleplayer-delen tager spilleren rollen som eneste overlevende, efter et styrt med en slags luksus Zeppeliner; IFS Zephyr på vej mod byen Tarant og begynder således spillet. Gameplayet kan både være turbaseret eller i real-time, hvilket vil sige at man selv vælger spillestil og hastighed. Multiplayer-delen giver mulighed for at spille nogle præfabrikerede scenarier, udenom hovedhistorien, men har dog ikke mulighed for turbasering, af tekniske årsager.

## Patches
Den seneste officielle patch 1.0.7.4 blev udgivet i 2001, men en uofficiel patch er også produceret.

## Modtagelse
Gamereactor kaldte det et "omfattende rollespil med en unik spilverden som man vil elske at fordybe sig i", men at det trak ned at kampsystemet og grafikken var "for stort og for omfattende til nybegyndere", og gav derfor spillet 7 ud af 10. De mange bugs man kan udsættes for, nævnes som en af tingene, der gjorde at GameSpot gav spillet 7,3. RPGamer gav det 2.0 ud af 5 og nævner også blandt andet kampsystemet som trækker ned. På Metacritics hjemmeside fik spillet 81 i den gennemsnitlige score.

## Soundtrack
Soundtracket, der er komponeret af Ben Houge, blev ikke udgivet kommercielt, men er gratis tilgængelig med tilhørende partitur via digitalt download.
| Arcanum: Of Steamworks and Magick Obscura Original Soundtrack | Arcanum: Of Steamworks and Magick Obscura Original Soundtrack | Arcanum: Of Steamworks and Magick Obscura Original Soundtrack | Arcanum: Of Steamworks and Magick Obscura Original Soundtrack | Arcanum: Of Steamworks and Magick Obscura Original Soundtrack | Arcanum: Of Steamworks and Magick Obscura Original Soundtrack | Arcanum: Of Steamworks and Magick Obscura Original Soundtrack | Arcanum: Of Steamworks and Magick Obscura Original Soundtrack | Arcanum: Of Steamworks and Magick Obscura Original Soundtrack | Arcanum: Of Steamworks and Magick Obscura Original Soundtrack |
| #                                                             | Titel                                                         | Længde                                                        |                                                               |                                                               |                                                               |                                                               |                                                               |                                                               |                                                               |
| ------------------------------------------------------------- | ------------------------------------------------------------- | ------------------------------------------------------------- | ------------------------------------------------------------- | ------------------------------------------------------------- | ------------------------------------------------------------- | ------------------------------------------------------------- | ------------------------------------------------------------- | ------------------------------------------------------------- | ------------------------------------------------------------- |
| 1.                                                            | "Arcanum"                                                     | 2:37                                                          |                                                               |                                                               |                                                               |                                                               |                                                               |                                                               |                                                               |
| 2.                                                            | "The Demise of the “Zepher”"                                  | 1:33                                                          |                                                               |                                                               |                                                               |                                                               |                                                               |                                                               |                                                               |
| 3.                                                            | "Wilderness"                                                  | 2:12                                                          |                                                               |                                                               |                                                               |                                                               |                                                               |                                                               |                                                               |
| 4.                                                            | "Tarant"                                                      | 2:07                                                          |                                                               |                                                               |                                                               |                                                               |                                                               |                                                               |                                                               |
| 5.                                                            | "The Tarant Sewers"                                           | 2:13                                                          |                                                               |                                                               |                                                               |                                                               |                                                               |                                                               |                                                               |
| 6.                                                            | "Caladon"                                                     | 2:39                                                          |                                                               |                                                               |                                                               |                                                               |                                                               |                                                               |                                                               |
| 7.                                                            | "Caladon Catacombs"                                           | 2:55                                                          |                                                               |                                                               |                                                               |                                                               |                                                               |                                                               |                                                               |
| 8.                                                            | "Dungeons"                                                    | 3:00                                                          |                                                               |                                                               |                                                               |                                                               |                                                               |                                                               |                                                               |
| 9.                                                            | "Battle at Vendigroth"                                        | 1:34                                                          |                                                               |                                                               |                                                               |                                                               |                                                               |                                                               |                                                               |
| 10.                                                           | "Tulla"                                                       | 3:11                                                          |                                                               |                                                               |                                                               |                                                               |                                                               |                                                               |                                                               |
| 11.                                                           | "Towns"                                                       | 2:01                                                          |                                                               |                                                               |                                                               |                                                               |                                                               |                                                               |                                                               |
| 12.                                                           | "The Isle of Despair"                                         | 2:27                                                          |                                                               |                                                               |                                                               |                                                               |                                                               |                                                               |                                                               |
| 13.                                                           | "Mines"                                                       | 2:41                                                          |                                                               |                                                               |                                                               |                                                               |                                                               |                                                               |                                                               |
| 14.                                                           | "Cities"                                                      | 2:20                                                          |                                                               |                                                               |                                                               |                                                               |                                                               |                                                               |                                                               |
| 15.                                                           | "Radcliffe's Commission"                                      | 1:35                                                          |                                                               |                                                               |                                                               |                                                               |                                                               |                                                               |                                                               |
| 16.                                                           | "The Vendigroth Wastes"                                       | 3:05                                                          |                                                               |                                                               |                                                               |                                                               |                                                               |                                                               |                                                               |
| 17.                                                           | "Villages"                                                    | 2:46                                                          |                                                               |                                                               |                                                               |                                                               |                                                               |                                                               |                                                               |
| 18.                                                           | "Qintarra"                                                    | 1:56                                                          |                                                               |                                                               |                                                               |                                                               |                                                               |                                                               |                                                               |
| 19.                                                           | "The Wheel Clan"                                              | 2:06                                                          |                                                               |                                                               |                                                               |                                                               |                                                               |                                                               |                                                               |
| 20.                                                           | "The Void"                                                    | 0:50                                                          |                                                               |                                                               |                                                               |                                                               |                                                               |                                                               |                                                               |
| 21.                                                           | "Kerghan's Castle"                                            | 2:25                                                          |                                                               |                                                               |                                                               |                                                               |                                                               |                                                               |                                                               |
| 22.                                                           | "In Memoriam (bonus track)"                                   | 2:45                                                          |                                                               |                                                               |                                                               |                                                               |                                                               |                                                               |                                                               |
| 50:58                                                         |                                                               |                                                               |                                                               |                                                               |                                                               |                                                               |                                                               |                                                               |                                                               |

Bonustracket blev ikke benyttet i spillet, og blev først udgivet i forbindelse med et interview med Ben Houge.